# Dzhamal Otarsultanov
Dzhamal Sultanovitch Otarsultanov (russe : Джамал Султанович Отарсултанов, né le 14 avril 1987 à Bouïnaksk (URSS), est un lutteur libre russe d'origine tchétchène.
Le 10 août 2012, il devient champion olympique de lutte libre en -55 kg en battant en finale le Géorgien Vladimer Khinchegashvili. Pour sa performance, il est décoré de l'Ordre de l'Amitié par le président de la fédération de Russie Vladimir Poutine.

## Palmarès

### Jeux olympiques
- Médaille d'or en catégorie des moins de 55 kg aux Jeux olympiques d'été de 2012 à Londres

### Championnats d'Europe
- Médaille d'or en catégorie des moins de 55 kg aux Championnats d'Europe de lutte 2008 à Tampere
- Médaille d'or en catégorie des moins de 55 kg aux Championnats d'Europe de lutte 2011 à Dortmund
- Médaille d'or en catégorie des moins de 55 kg aux Championnats d'Europe de lutte 2012 à Belgrade
- Médaille de bronze en catégorie des moins de 55 kg aux Championnats d'Europe de lutte 2006 à Moscou